# آرماس لیندگرن
 آرماس لیندگرن (انگلیسی: Armas Lindgren؛ ۲۸ نوامبر ۱۸۷۴ – ۳ اکتبر ۱۹۲۹) یک معمار اهل فنلاند بود. 